# Велике посольство

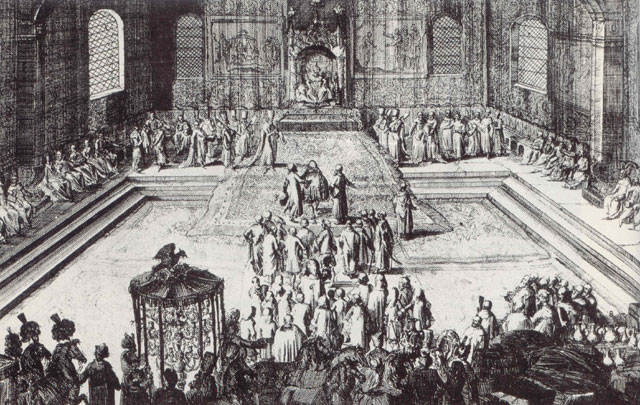
Московські посли в Гаазі

Вели́ке посо́льство — дипломатична місія Московського царства в Західну Європу в 1697—1698 рр.

## Цілі Великого посольства
Посольству належало виконати кілька важливих завдань:
1. Заручитися підтримкою європейських країн у боротьбі проти Османської імперії і Кримського ханства;
2. Завдяки підтримці європейських держав отримати північне узбережжя Чорного моря;
3. Підняти престиж Московського царства в Європі повідомленнями про перемогу в Азовських походах;
4. Запросити на московську службу іноземних фахівців, замовити і закупити військові матеріали, озброєння;
5. Знайомство царя з життям і порядками європейських країн.

Однак практичним його результатом стало створення передумов для організації коаліції проти Шведської імперії.

## Повноважні посли під час Великого посольства
Великими повноважними послами були призначені:
1. Франц Лефорт — генерал-адмірал, Новгородський намісник;
2. Головін Федір Олексійович — генерал і військовий комісар, Сибірський намісник;
3. Возніцин Прокіп Богданович — думний дяк, Белевський намісник.

При них було більше 20 дворян і до 35 волонтерів, серед яких знаходився урядник Преображенського полку Петро Михайлов — сам цар Петро I. Формально Петро поїхав інкогніто, але його помітна зовнішність легко видавала його. Та й сам цар під час подорожі нерідко віддавав перевагу особисто очолювати переговори з іноземними правителями. Можливо, така поведінка пояснюється прагненням спростити умовності, пов'язані з дипломатичним етикетом.

## Намічені місця відвідування
За наказом царя посольство прямувало до Австрійської монархії, Саксонське курфюрство, Бранденбурзьке маркграфство, Республіка Об'єднаних провінцій Нідерландів, Англійського королівства, Венеційської республіки та до Папської держави. Шлях посольства йшов через Ригу і Кенігсберг до Голландії та Англії, з Англії посольство повернулося назад до Голландії, а потім воно відвідало Відень; до Венеційської республіки посольство не доїхало.

## Початок Великого посольства

Петро І в Республіці Об'єднаних провінцій

9-10 березня 1697 посольство вирушило з Москви до Ліфляндії. У Ризі, яка тоді була володінням Шведської імперії, Петро хотів оглянути зміцнення цієї фортеці, але шведський губернатор, генерал Ерік Дальберг, відмовив йому в проханні. Цар дуже сильно розсердився, назвав Ригу «проклятим місцем». Нехтування пристойностями не залишилося безкарним для коменданта та змусило його шукати виправдання перед своїм королем.
Посольство рушило через Герцогство Курляндії та Семигалії до Бранденбурзького маркграфства, об'їхавши стороною Річ Посполиту, де було міжцарів'я.
У Лібаві Петро покинув посольство та морем виїхав до Кенігсберга, куди прибув 7 травня після п'ятиденної морської подорожі на кораблі «Святий Георгій» (відплиття 2 травня). У Кенігсберзі Петро І був радо прийнятий курфюрстом Фрідріхом III (який пізніше став прусським королем Фрідріхом I).
Оскільки Петро I прибув до Кенігсберга інкогніто, поселили його не в міському замку, а в одному з приватних будинків на Кнайпхофі.
Через кілька років після повернення з Великого посольства на острові Котлін почалося будівництво фортець. Проект цих фортець був затверджений особисто царем, і був складений за зразком фортеці Фрідріхсбург, яку Петро оглядав у Кенігсберзі. До наших днів від цієї фортеці збереглися тільки головні ворота, проте вони були побудовані в середині XIX століття в ході осучаснення замість старих.
Посольство, що слідувало сухопутним шляхом, відставало від Петра, тому в Піллау, щоб не втрачати часу, цар став вчитися артилерії у прусського підполковника Штейтнера фон Штернфельда. Учитель видав йому атестат, в якому свідчив, що він є вправним артилеристом.
Крім вивчення артилерії, Петро багато веселився і розважався. У містечку Коппенбрюгге Петро познайомився з двома дуже освіченими дамами того часу — з курфюрстинею ганноверською Софією та її дочкою Софією-Шарлоттою, курфюрстинею бранденбурзькою.
Але справа не обмежувалася одними розвагами і навчанням. Як відомо, курфюрст Бранденбурзького маркграфства Фрідріх III Гогенцоллерн планував оголосити себе королем Східної Пруссії, що дозволило б йому різко підвищити свій статус в Священній Римській імперії, що і було здійснено кілька років по тому. Напередодні цієї події Фрідріх запропонував Петру укласти оборонний та наступальний союз, однак цар обмежився усним обіцянкою військової підтримки. У складеному договорі мова йшла виключно про торгівлю — право Московського царства провозити свої товари в європейські країни через терен курфюрства, а Маркграфству Бранденбург — в Іран і Китай московитською територією. Перша (таємна) зустріч між Петром I і Фрідріхом III відбулася 9 травня.

## Питання Речі Посполитої
У Маркграфстві Бранденбург Петра найбільше хвилювало питання, яке стосувалося Речі Посполитої. Під час Великого посольства в Речі Посполитій після смерті Яна Собєського почалося міжцарів'я. Кандидатів на престол було багато: син покійного короля Яна, Яків Собеський, пфальцграф Карл, герцог Лотаринзький Леопольд, маркграф Баденський Людовик, онук папи Одескальки, французький принц Конті, курфюрст саксонський Фрідріх Август II і кілька вельмож Речі Посполитої. Головними претендентами були Конті і Август.
17 червня відбулися подвійні вибори: одна партія проголосила Конті, інша — курфюрста саксонського. Це ще більше відбилося на внутрішньому становищі країни: протиборство двох ворогуючих партій тільки посилилося. Прихильники Августа сильно спиралися на царську грамоту, в їх підтримку Петро надіслав ще іншу того ж змісту, тому саксонська партія почала брати явну перевагу. Щоб підтримати Августа, Петро висунув до кордону Речі Посполитої московське військо. Ці дії Петра дозволили саксонському курфюрсту вступити до Речі Посполитої і коронуватися, прийнявши католицтво. При цьому він дав йому слово надавати Московському царству підтримку в боротьбі з Османською імперією і Кримським ханством.

## Велике посольство в Республіці Об'єднаних провінцій

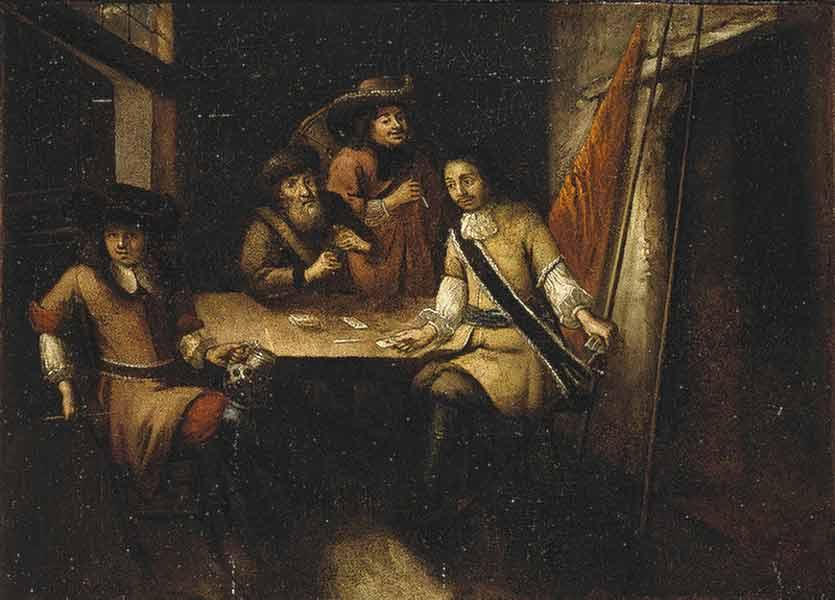
Бесіда Петра І в Республіці Об'єднаних провінцій. Невідомий голландський художник. 1690-ті рр.

Діставшись на початку серпня 1697 року до Рейну, Петро по річці і каналах спустився до Амстердаму. Республіка Об'єднаних провінцій давно вже привертала царя, і ні в якій іншій країні Європи тих часів не знали так добре Московське царство, як у Республіці Об'єднаних провінцій. Голландські купці були постійними гостями єдиного московського морського порту того часу — міста Архангельська. Ще за царя Олексія Михайловича, батька Петра, в Москві була велика кількість голландських ремісників; перші вчителі Петра у морській справі, з Тіммерманн і Кортом на чолі, були голландці, багато голландських корабельних теслярів працювало на воронезьких верфях при будівництві кораблів для взяття Азова. Амстердамський бургомістр Ніколаас Вітсен був у Московії ще за царя Олексія Михайловича і їздив навіть на Каспій. Під час своєї подорожі Вітсен зав'язав міцні відносини з московським двором; він виконував доручення царського уряду на замовлення судів у Голландії, наймав корабельників і всяких майстрів для Московії.
Не зупиняючись в Амстердамі, Петро відправився в Зандам, невелике містечко, що славилося безліччю верфей і кораблебудівніх майстерень. На другий день цар під ім'ям Петра Михайлова записався на верфі Лінста Рогге.
У Зандамі Петро жив у дерев'яному будиночку на вулиці Кримп. Після восьмиденного перебування в Зандамі Петро перебрався в Амстердам. Через бургомістра міста Вітзена він виклопотав собі дозвіл працювати на верфях Ост-Індійської компанії.
Дізнавшись про пристрасть московських гостей до кораблебудування, голландська сторона заклала на амстердамській верфі новий корабель (фрегат «Петро і Павло»), над будівництвом якого працюють волонтери, в тому числі І Петро Михайлов. 16 листопада корабель був успішно спущено на воду.
Одночасно, було розгорнутого діяльність з найму іноземних фахівців для потреб армії та флоту. Всього було найнято близько 700 чоловік. Таокж було закуплено і зброю.

## Увіковічування
На честь трьохсотріччя Великого посольства одна з набережних Калінінграда стала називатися «Набережна Петра Великого». На цій набережній розташовано Музей Світового океану, в якому до 300-річчя Великого посольства було влаштовано спеціальну виставку.